# سرمسکی میخایوتسی
سرمسکی میخایوتسی (به صربی: Sremski Mihaljevci) یک منطقهٔ مسکونی در صربستان است که در Pećinci municipality واقع شده‌است. سرمسکی میخایوتسی ۸۳۷ نفر جمعیت دارد.